# Narrandera
Narrandera – miasto w Australii, w stanie Nowa Południowa Walia.